# Nordic Opening 2012-2013
Navigation
2011-2012 2013-2014
La 3e édition du Nordic Opening s'est déroulée du 30 novembre 2012 au 2 décembre 2012. Cette compétition est intégrée à la coupe du monde 2013 et est organisée par la fédération internationale de ski. Les trois étapes de ce "mini-tour" sont disputées à Kuusamo en Finlande.
Chez les hommes, le Norvégien Petter Northug conserve son titre, devant le Russe Maxim Vylegzhanin et le Kazakh Alexey Poltoranin, sans remporter une seule étape. Les trois étapes masculines sont toutes remportées par des Russes : Nikita Kriukov, Alexander Legkov et Vylegzhanin. Chez les femmes, la Norvégienne Marit Bjørgen remporte son troisième Nordic Opening en autant d'éditions et réussit la performance de s'imposer dans chacune des étapes. Au classement général, elle est suivie par la Polonaise Justyna Kowalczyk et sa compatriote Heidi Weng.

## Format de la compétition
Le Nordic Opening est constitué de trois étapes du 30 novembre 2012 au 2 décembre 2012 à Kuusamo en Finlande. La première étape est un sprint de 1,4 km en style classique, suivie d'une étape de 5 km (femmes) et 10 km (hommes) en style libre, et se terminant par des départs style handicap sur 10 km et 15 km en style classique. Les temps des deux premières étapes sont additionnés pour déterminer l'ordre de départ de l'ultime étape, ainsi cette dernière détermine le classement de ce mini-tour à son arrivée.
Chez les hommes, 118 fondeurs représentant 26 nations sont inscrits, tandis que chez les femmes 98 fondeuses représentant 25 nations sont inscrites. À l'arrivée, ils ne sont que 84 fondeurs et 70 fondeuses.
Concernant les primes d'argent, lors des étapes les trois premiers touchent une prime d'argent de l'ordre de 5 000 francs suisses (environ 4 100 euros) pour le vainqueur, 3 000 francs suisses pour le second et 2 000 francs suisses pour le troisième. Au classement général, les dix premiers touchent une prime de l'ordre de 33 500 francs suisses (environ 27 500 euros) pour le vainqueur, 22 500 francs suisses pour le second et 11 500 francs suisses pour le troisième.

## Déroulement de la compétition

### Hommes

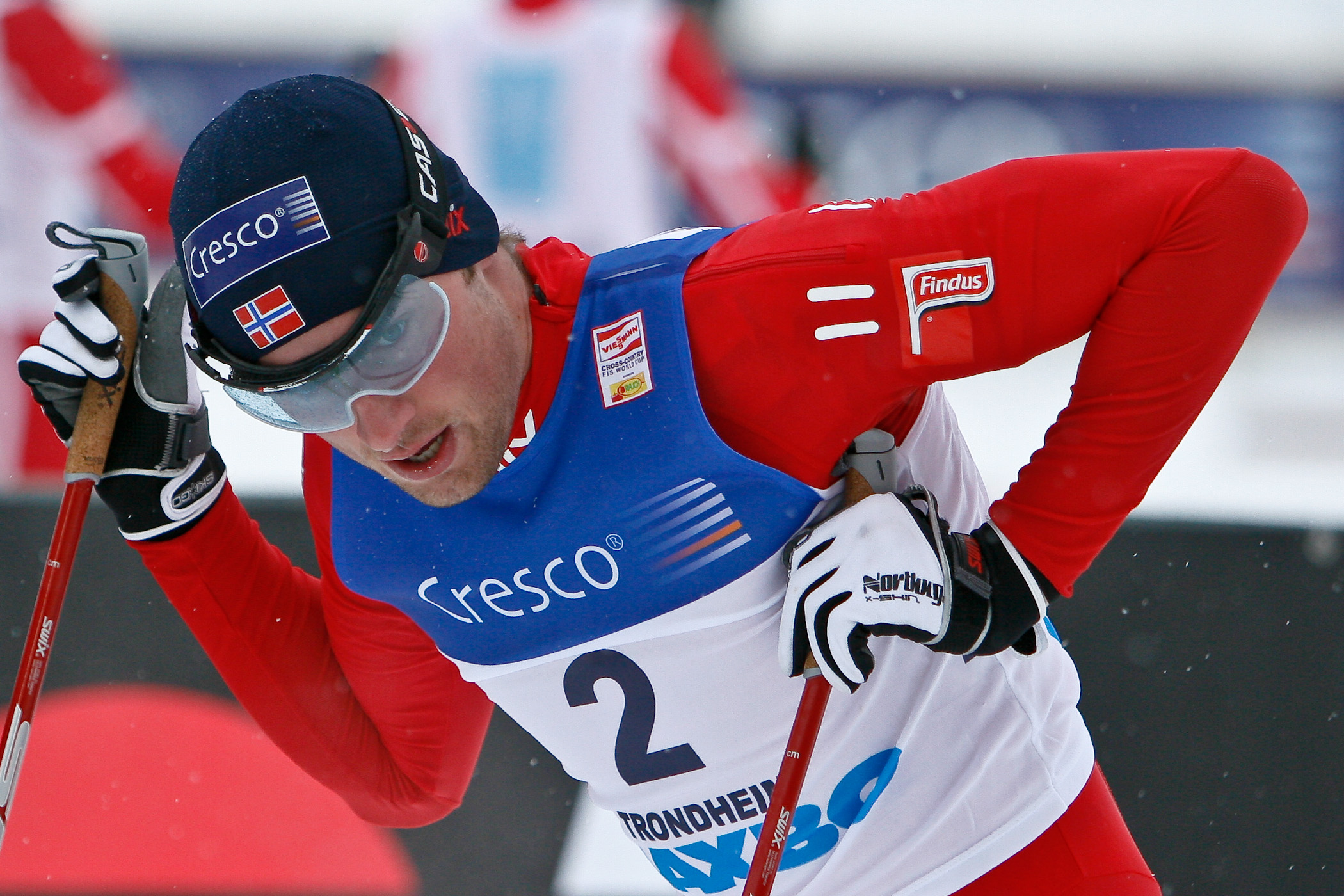
Petter Northug, vainqueur du Nordic Opening chez les hommes.

Les qualifications remportées par le Suédois Emil Jönsson réserve une surprise avec l'élimination de Dario Cologna. Jönsson est ensuite sorti après une chute d'un sprint remporté par le champion olympique en titre le Russe Nikita Kriukov devant Petter Northug et Eirik Brandsdal, ce dernier s'affirmant comme l'un des meilleurs sprinteurs depuis deux années. Parmi les favoris du mini tour, Dmitri Iaparov 4e, Alexey Poltoranin 5e et Eldar Roenning 21e réalisent une bonne performance. Après sa victoire, Kriukov décide de se retirer pour préparer les futurs sprints de la saison.
La deuxième étape est un 10 km en style libre. Le Russe Alexander Legkov devance Petter Northug, ce dernier se place comme le grand favori pour le titre de ce mini tour avec deux podiums, à la troisième position le Français Maurice Manificat confirme ses bonnes aptitudes en style libre suivi du Norvégien Sjur Røthe. Les autres favoris sont présents avec Cologna 8e, Marcus Hellner 9e ou Poltoranon 15e.
Northug part avec une avance confortable dans ce 15 km classique avec handicap, il possède encore 50 secondes d'avance au bout de 5 km sur un groupe de seize fondeurs emmené par les Russes Japarov, Legkov et Maxim Vylegzhanin, aidés par Poltoranin et Cologna. Dans le final, Northug se fait rattraper par Vylegzhanin et Poltoranin, mais le Norvégien a gardé quelques forces pour s'imposer au sprint avec une seconde d'avance sur le Russe et trois sur l'Ukrainien, suivis de Cologna. Northug conserve à l'instar de sa compatriote Bjørgen le titre.

### Femmes

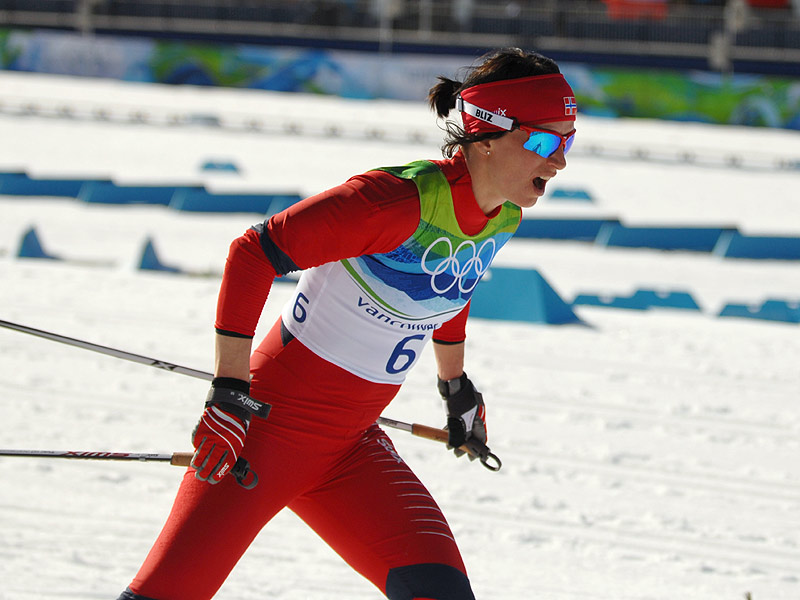
Marit Bjørgen remporte le Nordic Opening chez les femmes.

Dans le sprint inaugural de ce Nordic Opening, la Polonaise Justyna Kowalczyk signe le meilleur chrono des qualifications tandis que l'une des prétendantes au mini-tour Vibeke Skofterud était éliminée. À partir des quarts de finale, la Norvégienne Marit Bjørgen impose son rythme et remporte aisément cette première étape devant un doublé russe composé d'Evgenia Shapovalova et d'Anastasia Dotsenko et finlandais composé d'Anne Kyllönen et de Krista Lähteenmäki. Kowalczyk termine 7e, Kikkan Randall 10e, Heidi Weng 13e et Therese Johaug 24e. Le soir même, les deux Russes se retirent de la course pour préparer les prochains sprints au Canada.
Lors de la seconde étape, le 5 km en style libre, Bjørgen s'impose une nouvelle fois et creuse les écarts au général. Elle possède sur l'étape une avance de vingt-deux secondes sur sa poursuivante Randall, cette dernière confirmant qu'elle devient plus qu'une sprinteuse. Sur la troisième marche se trouve la Russe Yulia Tchekaleva qui revient tout juste d'une grossesse. Kowalczyk est à la 11e place de l'étape mais 4e au général, bien que la victoire semble inaccessible, un podium est jouable. Enfin l'étape est marquée par la performance collective des Norvégiennes qui placent six filles dans les dix premières, outre Bjørgen, suivent Johaug (4e), Weng (5e), Skofterud (6e), Kristin Størmer Steira (7e) et Martine Ek Hagen (8e).
Bjørgen ajoute avec ce mini tour composé de trois étapes sa 58e victoire en Coupe du monde, remportant les trois étapes. Sous de fortes chutes de neige, elle maîtrise son avance sur ses poursuivantes. Dans cette étape de 10 km classique avec handicap, Kowalczyk termine seconde devant la jeune Norvégienne Weng (21 ans) qui dépasse en fin d'étape Johaug, la 5e place est occupée par Randall. Parmi les plus grandes remontées, la Japonaise Masako Ishida, partie 29e, termine à la 9e place avec le 5e temps de l'étape.

## Classements finals
| Rang | Nom                    | Temps            | Points Coupe du monde |
| ---- | ---------------------- | ---------------- | --------------------- |
| 1    | Petter Northug         | 1 h 5 min 27 s 3 | 299 pts               |
| 2    | Maxim Vylegzhanin      | + 1 s 4          | 236 pts               |
| 3    | Alexey Poltoranin      | + 3 s 4          | 201 pts               |
| 4    | Dario Cologna          | + 7 s 8          | 176 pts               |
| 5    | Ilia Chernousov        | + 21 s 1         | 161 pts               |
| 6    | Martin Johnsrud Sundby | + 22 s 4         | 149 pts               |
| 7    | Alexander Legkov       | + 24 s 5         | 146 pts               |
| 8    | Dmitri Iaparov         | + 24 s 6         | 136 pts               |
| 9    | Emil Jönsson           | + 30 s 0         | 112 pts               |
| 10   | Evgeniy Belov          | + 31 s 3         | 106 pts               |

| Rang | Nom                    | Temps          | Points Coupe du monde |
| ---- | ---------------------- | -------------- | --------------------- |
| 1    | Marit Bjørgen          | 45 min 35 s 1  | 350 pts               |
| 2    | Justyna Kowalczyk      | + 1 min 21 s 4 | 256 pts               |
| 3    | Heidi Weng             | + 1 min 23 s 9 | 220 pts               |
| 4    | Therese Johaug         | + 1 min 34 s 1 | 193 pts               |
| 5    | Kikkan Randall         | + 2 min 24 s 8 | 165 pts               |
| 6    | Krista Lähteenmäki     | + 2 min 33 s 1 | 145 pts               |
| 7    | Vibeke Skofterud       | + 2 min 36 s 5 | 132 pts               |
| 8    | Kristin Størmer Steira | + 2 min 38 s 6 | 128 pts               |
| 9    | Masako Ishida          | + 2 min 46 s 2 | 105 pts               |
| 10   | Nicole Fessel          | + 2 min 53 s 3 | 101 pts               |

## Évolution des classements

### Hommes
| Étape                                                | Lieu                                                 | Épreuve                                              | Date                                                 | Vainqueur                                            | Deuxième                                             | Troisième                                            | Leader du classement général                         |                                                      |
| Nordic Opening (30 novembre 2012 au 2 décembre 2012) | Nordic Opening (30 novembre 2012 au 2 décembre 2012) | Nordic Opening (30 novembre 2012 au 2 décembre 2012) | Nordic Opening (30 novembre 2012 au 2 décembre 2012) | Nordic Opening (30 novembre 2012 au 2 décembre 2012) | Nordic Opening (30 novembre 2012 au 2 décembre 2012) | Nordic Opening (30 novembre 2012 au 2 décembre 2012) | Nordic Opening (30 novembre 2012 au 2 décembre 2012) | Nordic Opening (30 novembre 2012 au 2 décembre 2012) |
| ---------------------------------------------------- | ---------------------------------------------------- | ---------------------------------------------------- | ---------------------------------------------------- | ---------------------------------------------------- | ---------------------------------------------------- | ---------------------------------------------------- | ---------------------------------------------------- | ---------------------------------------------------- |
| 1                                                    | Kuusamo                                              | Sprint style classique                               | 30 novembre 2012                                     | Nikita Kriukov                                       | Petter Northug                                       | Eirik Brandsdal                                      | Nikita Kriukov                                       |                                                      |
| 2                                                    | Kuusamo                                              | 10 km libre                                          | 1er décembre 2012                                    | Alexander Legkov                                     | Petter Northug                                       | Maurice Manificat                                    | Petter Northug                                       |                                                      |
| 3                                                    | Kuusamo                                              | 15 km classique avec handicap                        | 2 décembre 2012                                      | Maxim Vylegzhanin                                    | Dario Cologna                                        | Martin Johnsrud Sundby                               | Petter Northug                                       |                                                      |

### Femmes
| Étape                                                | Lieu                                                 | Épreuve                                              | Date                                                 | Vainqueur                                            | Deuxième                                             | Troisième                                            | Leader du classement général                         |                                                      |
| Nordic Opening (30 novembre 2012 au 2 décembre 2012) | Nordic Opening (30 novembre 2012 au 2 décembre 2012) | Nordic Opening (30 novembre 2012 au 2 décembre 2012) | Nordic Opening (30 novembre 2012 au 2 décembre 2012) | Nordic Opening (30 novembre 2012 au 2 décembre 2012) | Nordic Opening (30 novembre 2012 au 2 décembre 2012) | Nordic Opening (30 novembre 2012 au 2 décembre 2012) | Nordic Opening (30 novembre 2012 au 2 décembre 2012) | Nordic Opening (30 novembre 2012 au 2 décembre 2012) |
| ---------------------------------------------------- | ---------------------------------------------------- | ---------------------------------------------------- | ---------------------------------------------------- | ---------------------------------------------------- | ---------------------------------------------------- | ---------------------------------------------------- | ---------------------------------------------------- | ---------------------------------------------------- |
| 1                                                    | Kuusamo                                              | Sprint style classique                               | 30 novembre 2012                                     | Marit Bjørgen                                        | Evgenia Shapovalova                                  | Anastasia Dotsenko                                   | Marit Bjørgen                                        |                                                      |
| 2                                                    | Kuusamo                                              | 5 km libre                                           | 1er décembre 2012                                    | Marit Bjørgen                                        | Kikkan Randall                                       | Yulia Tchekaleva                                     | Marit Bjørgen                                        |                                                      |
| 3                                                    | Kuusamo                                              | 10 km classique avec handicap                        | 2 décembre 2012                                      | Marit Bjørgen                                        | Therese Johaug                                       | Heidi Weng                                           | Marit Bjørgen                                        |                                                      |